# Rapé

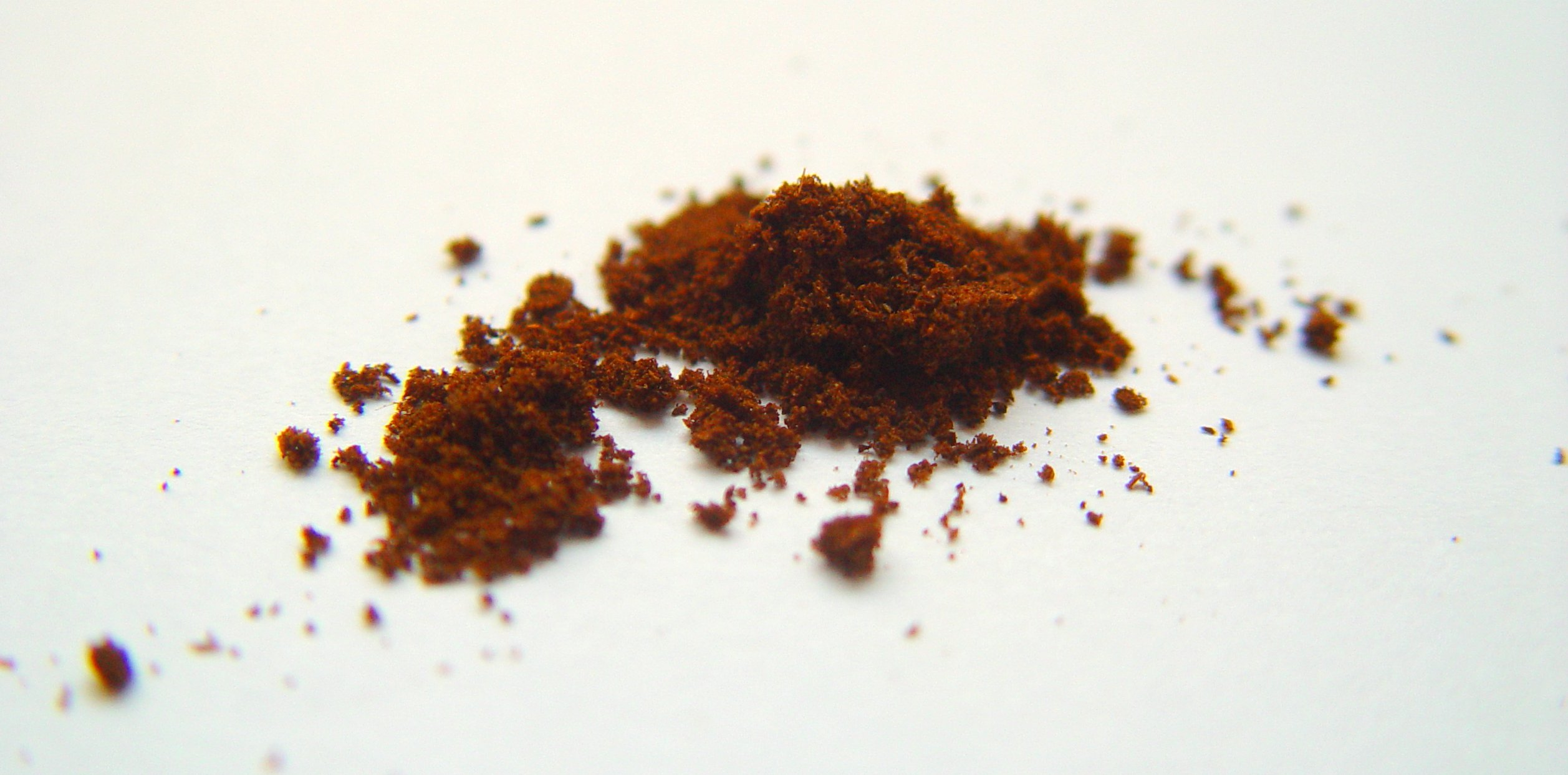
Rapé

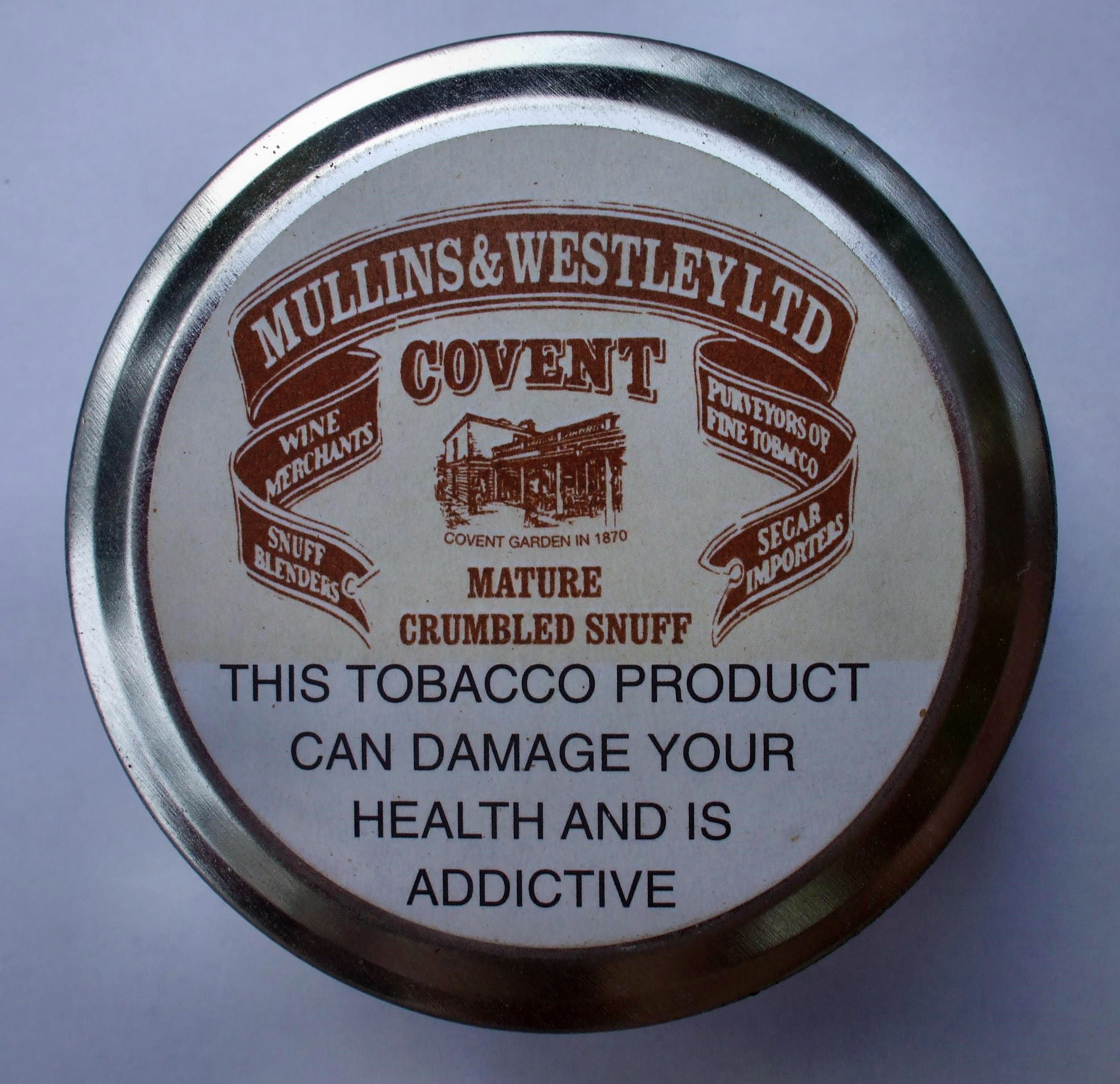
Rapé produzido na Inglaterra

O rapé (do francês râpé, "ralado") é o tabaco em pó que serve para cheirar. É o pó extraído das folhas de tabaco que, moído e torrado e é assoprado no nariz por alguém ou sozinho. 
O hábito de consumir rapé era bastante difundido no Brasil até o início do século XX. Era visto de maneiras contraditórias: às vezes como hábito elegante, às vezes como vício. Há menções ao hábito em obras de Machado de Assis em O Bote de Rapé, de Helena Morley em Minha Vida de Menina, e de Eça de Queirós em Os Maias.
Vendia-se em caixinhas dos mais diversos materiais, nobres ou não, tais como prata, madeira, papel machê à semelhança das caixas de fósforo conhecidas como tabaqueira. Algumas eram verdadeiras joias, finamente decoradas.
Podia-se comprá-lo já ralado e pronto para consumo, ou ainda um pedaço de fumo inteiro. Nesse caso, com um minúsculo ralador ralava-se o fumo na hora para se obter um cheiro de qualidade superior, da mesma forma como, para se obter um bom café, o grão é moído na hora.
Hoje o rapé é visto principalmente por suas propriedades espirituais em trabalhos xamânicos dentro da cultura indígena.

## História
Várias populações indígenas do Brasil usavam o tabaco moído como rapé. As folhas de tabaco eram moídas usando um pilão feito de caviúna, onde também adquiria o delicado aroma da madeira. O tabaco resultante era então hermeticamente armazenado em frascos ou tubos de ossos ornamentados para preservar o seu sabor para o consumo posterior.
O uso de rapé pelos povos taíno e caraíba das Antilhas foi observada pelo monge franciscano Frei Ramón Pane na segunda viagem de Colombo ao Novo Mundo, em 1493. O retorno do Frei a Espanha com rapé, sinalizaria a sua chegada à Europa, que duraria durante séculos.
No início do século XVI, a Casa de Contratação espanhola estabeleceu e manteve o monopólio do comércio de tabaco nas primeiras indústrias de fabricação de rapé, na cidade de Sevilha, que se tornaria a primeira produção e centro de desenvolvimento do rapé, juntamente com o tabaco e seus derivados, na Europa. No início, essas fábricas eram usinas produtoras independentes e dispersas dentro da cidade, porém o posterior controle estatal sobre a atividade concentrou a produção em uma localização em frente à Igreja de São Pedro.[carece de fontes?] Por meados do século XVIII, decidiu-se construir um grande e imponente edifício industrial do lado de fora das muralhas da cidade e, assim, a Real Fábrica de Tabacos foi construída, tornando-se a primeira fábrica de tabaco industrial da Europa, tornando-se a primeira na produção e venda de tabaco, e o segundo maior edifício da Espanha na época.
Em 1561, Jean Nicot, embaixador da França em Lisboa, que descreveu as propriedades medicinais do tabaco como uma panaceia em seus escritos, é creditado por ter introduzido o rapé na corte de Catarina de Médici para tratar suas fortes e persistentes dores de cabeça. Catarina de Médici ficaria tão impressionada com suas propriedades curativas, que prontamente declarou que o tabaco passaria a ser denominado Herba Regina, (em latim, Erva Real), e seu selo real de aprovação ajudaria a popularizar o rapé entre a nobreza francesa.

No início dos anos 1600, o rapé se tornou uma mercadoria cara de luxo. Em 1611, o rapé fabricado comercialmente chegou a América do Norte por meio de John Rolfe, o marido de Pocahontas, que introduziu uma variedade espanhola mais doce de tabaco para a América do Norte.[carece de fontes?] Embora a maioria dos colonos norte-americanos nunca aceitaram por completo o estilo inglês de uso do rapé, os aristocratas americanos o usavam. O uso do rapé na Inglaterra aumentou em popularidade após a Grande Praga de Londres (1665-1666), já que as pessoas acreditavam que o rapé tinha uma valiosa propriedade antisséptica, o que acrescentou um poderoso impulso ao seu consumo.[carece de fontes?]

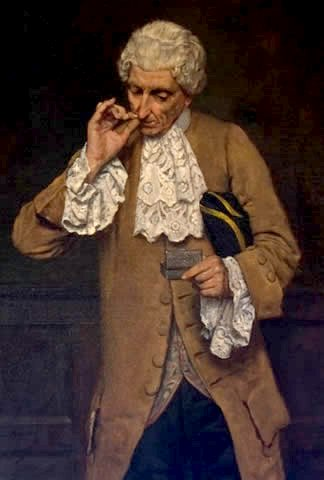
Pintura de um homem que inala o rapé utilizando o método de uso com o polegar e o dedo indicador.

Até o século XVII alguns opositores proeminentes do rapé surgiriam. O Papa Urbano VIII proibiu o uso do rapé em igrejas e ameaçou excomungar aqueles que o comprassem. Na Rússia, em 1643, o czar Miguel, que proibiu a venda do tabaco, instituiu a pena de remoção do nariz daqueles que usassem rapé, e de morte para os usuários persistentes. Apesar disso, o uso persistiu em outro lugar; o rei Luís XIII da França era um devoto do uso do rapé, enquanto mais tarde, Luís XV da França proibiu o uso de tabaco na Corte Real da França durante o seu reinado.

## Modo de uso
Um procedimento, considerado elegante, para se cheirar rapé consistia em, primeiro, fechar-se uma das mãos, na vertical. Depois esticava-se o dedão firmemente para cima. Ao fazer isso aparece, na junção da mão com o braço, um oco, produzido pelo tendão esticado do dedo. Nesse oco se coloca o pó. Aproxima-se então o pó de uma das narinas, tendo a outra tampada com o dedo indicador da outra mão. Aspira-se com força fazendo com que o pó entre pela narina e em seguida, o espirro vem.
Ainda é possível encontrá-lo em tabacarias, fabricados em pequenas indústrias. No Nordeste e Norte do Brasil, entretanto, os comerciantes de tabaco costumam preparar rapé artesanal e estocá-lo para venda. Nesse rapé artesanal adiciona-se outras plantas, como sementes de cumaru-de-cheiro e imburana, cravo-da-índia, erva-doce, canela, entre outros.

## Espirros

Animação em um cinetoscópio de Fred Ott inalando rapé e espirrando. Criada no laboratório de Thomas Edison, em 1894.

Quando inalado, o rapé muitas vezes faz causar um espirro, e este é geralmente visto por apreciadores de rapé experientes como sinal de um iniciante.[carece de fontes?] A tendência para espirrar varia de acordo com a pessoa e o rapé em particular. Geralmente, os rapés mais secos são mais propensos a fazer isso. Por este motivo, os vendedores de rapé costumam vender lenços. No gênero de comédia pastelão e em desenhos animados, se fez uso, muitas vezes, das propriedades indutoras de espirro do rapé.[carece de fontes?]

## Dependência
Os efeitos iniciais do rapé são mais rápidos e intensos que injeções de outras drogas. A duração dos efeitos do rapé é relativamente curta, em média trinta minutos, enquanto a cocaína, depois de injetada ou usada por via intranasal, provoca efeitos com duração em torno de 20 a 45 minutos.
Efeitos quando inalados:
- Euforia
- Agitação
- Taquicardia
- Tremores
- Aumento da percepção
- Tonificação maior das cores

Efeitos quando soprado nas narinas:
- Concentração
- Aumento da percepção
- Diminuição da pressão arterial
- Relaxamento muscular
- Sensação de limpeza corporal após assoar as narinas.

## Uso tradicional nas sociedades indígenas
Algumas tribos indígenas produzem tradicionalmente seu rapé. É considerado terapêutico, e algumas etnias também o preparam com enteógenos como as sementes de paricá. Cada tribo possui suas próprias receitas. Os kaxinawá (hunikui) do Acre o preparam com meia porção de tabaco e meia porção de cinzas de madeiras selecionadas. Consomem o rapé com grandes canudos em forma de reta chamado de tipi e em forma de V chamados kuripe que permitem a autoaplicação, pois nesse caso não aspiram, e sim são "soprados" por um parceiro, e em nenhum momento é inalado o rapé, apenas respirando pela boca e depois descartando tudo através do assoar de nariz.
A forma tradicional de preparar rapé é utilizando fumo de rolo. Esse fumo é vendido enrolado em palhas de palmeira. O fumo é fracionado com uma faca (migado) e depois torrado cuidadosamente em uma panela seca, sem deixar que se incendeie.[carece de fontes?] Os temperos também costumam ser torrados, pois depois disso é necessário colocar o conteúdo em um pano fino, como o utilizado para fraldas de algodão, enrolado, e golpeado com um bastão para ir soltando o pó fino. Esse pó fino, sem resíduos, é o rapé pronto para ser usado.

## Utilização de pó de rapé para enfermidades respiratórias
Muito se fala da utilização do pó de rapé para enfermidades respiratórias, alegando que no passado era muito utilizado para aliviar sintomas como, por exemplo, utilizar rapé conta sinusite, bronquite, asma, entre outros. Nos tempos atuais, para qualquer enfermidade ou patologia respiratória requer consulta adequada com um médico especialista, sendo que não existe nenhum artigo científico ou qualquer informação que o pó de rapé pode curar ou minimizar sintomas de patologias respiratórias. A utilização de métodos como a utilização de rapé pode em alguns casos gerar piora nos sintomas ou em outros uma frágil melhora. Ou seja, tratamento médico adequado aliado ao pó de rapé pode-se alcançar o alívio dos sintomas, mas não a cura da doença. Além disso, a utilização de rapé, por si só, não garante a cura para nenhuma patologia respiratória. Recomenda-se fortemente em casos de doenças respiratórias a consulta a um médico especialista. Além disso, como se trata de um pó de ervas, folhas, raízes e material vegetal, o pó de rapé pode causar dependência por si próprio, porém é importante lembrar que existem vários tipos de pó de rapé e em alguns casos a contraindicação é uma realidade. Por exemplo, alguns rapés possuem raspas de cravo da índia ou canela, isso pode ser um problema para pessoas alérgicas a este material orgânico ou alguns outros.